# Golf Club de la Wantzenau
De Golf Club de la Wantzenau is een Franse golfclub bij La Wantzenau in het departement Bas-Rhin (regio Grand Est), ongeveer 15km van Straatsburg.
De golfclub is in 1991 aangelegd door de sinds 1986 bij Toulouse wonende Engelse golfbaanarchitect Jeremy Pern en de Franse top-speler Jean Garaialde. Zij hadden twee jaar eerder ook samen de Golf du Roncemay aangelegd.
De baan van Wantzenau is vlak en heeft veel meren. Er zijn 18-holes met een par van 72.
Vanaf de opening van de club is Thierry Abbas er de head-pro. Tot 2002 was hij tevens bondscoach.